# Avotrichodactylus oaxensis
Avotrichodactylus oaxensis е вид ракообразно от семейство Trichodactylidae. Видът е уязвим и сериозно застрашен от изчезване.

## Разпространение
Разпространен е в Мексико (Веракрус, Оахака, Табаско и Чиапас).